# Polei-Minze
Die Polei-Minze (Mentha pulegium) ist eine Pflanzenart aus der Gattung Minzen (Mentha) innerhalb der Familie der Lippenblütler (Lamiaceae). Sie ist in Eurasien und Nordafrika weitverbreitet.

## Trivialnamen
Neben dem Trivialnamen Polei-Minze werden auch Polei (älter auch Poley) oder Flohkraut (früher auch Flöhkraut) verwendet. Der seit mittelhochdeutscher Zeit bestehende Pflanzenname „Polei“ (insbesondere für das Kraut von Mentha pulegium gebraucht) beruht auf althochdeutsch polaia/poleige/pulei und ist entlehnt von lateinisch pulegium.
Weitere Sprachen:
- Englisch: English pennyroyal, European pennyroyal, grows-in-the-ditch, mint pennyroyal, mosquito plant, penny royal, pennymint, pennyroyal, penny-royal, pennyroyal mint, peppermint, pudding grass, squaw mint[7]
- Spanisch: menta, poleo[7]
- Portugiesisch: poejo, hortelã-miúda, menta-miúda, poejo-das-hotas. poejo-real[7]
- Französisch: menthe pouliot, pouliot[7]
- Italienisch: Menta puleglio, pulegio[7]

## Beschreibung

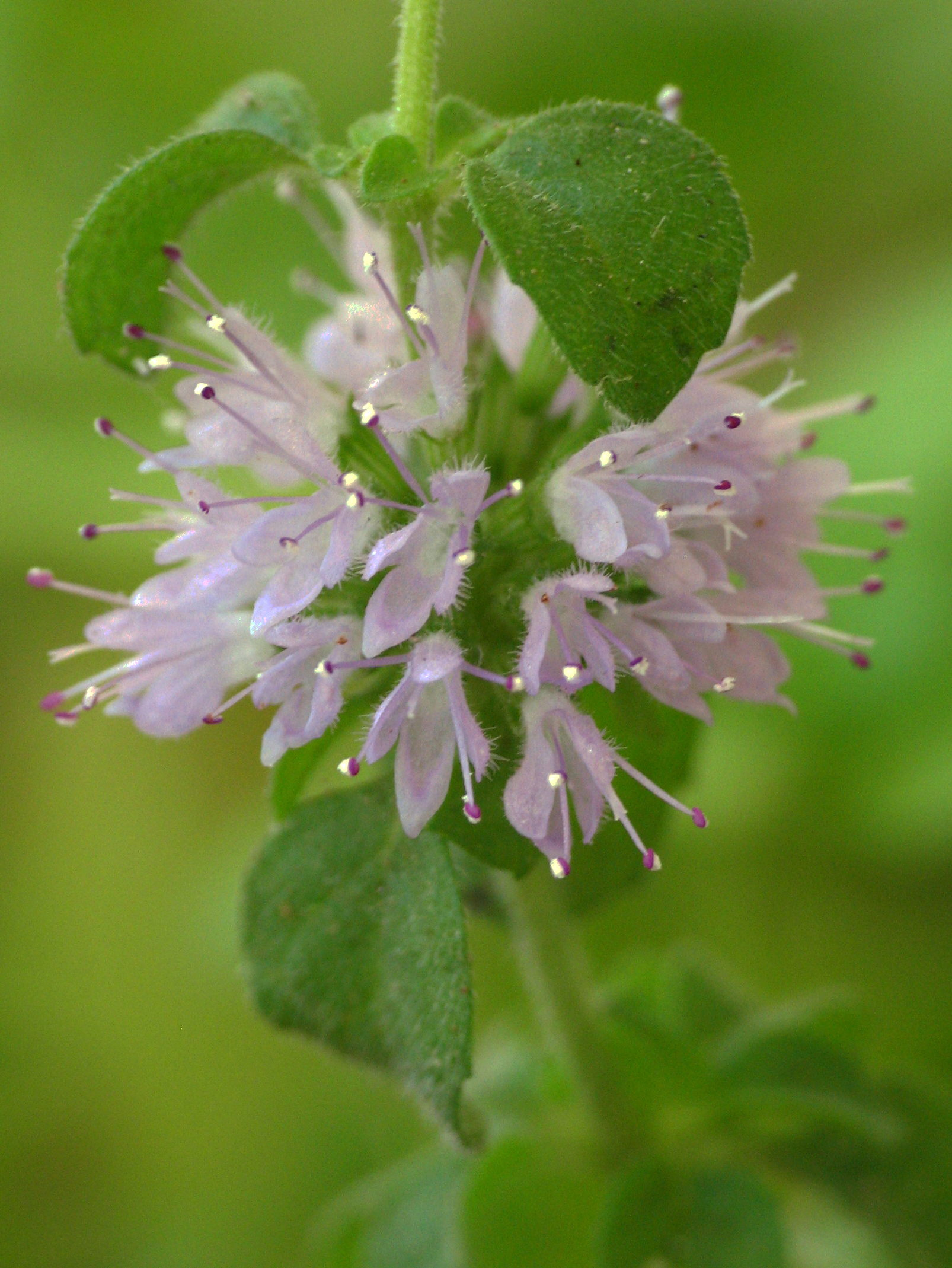
Zahlreiche zygomorphe Blüten stehen in einem Scheinquirl beisammen

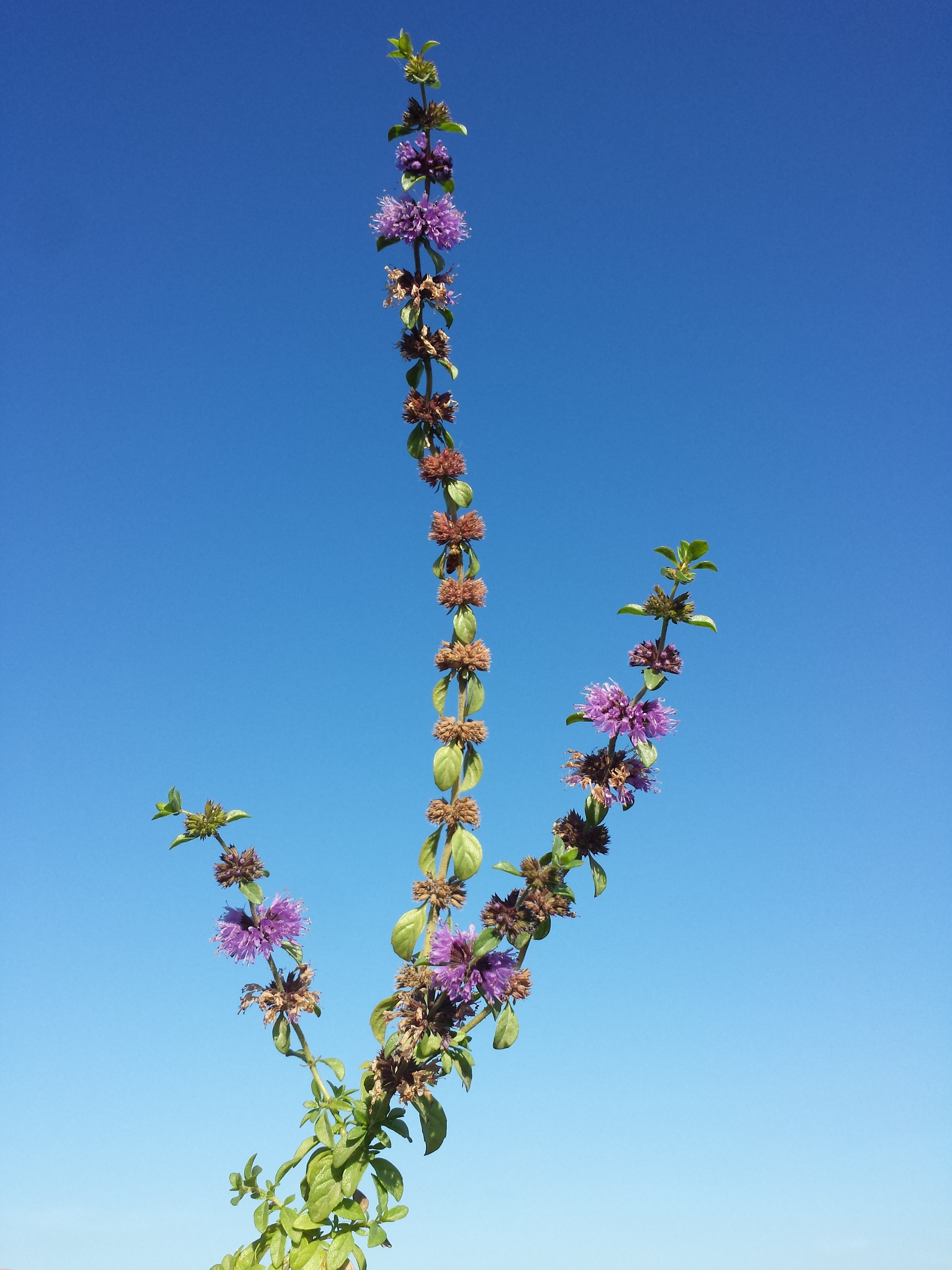
Stängel und Blüten

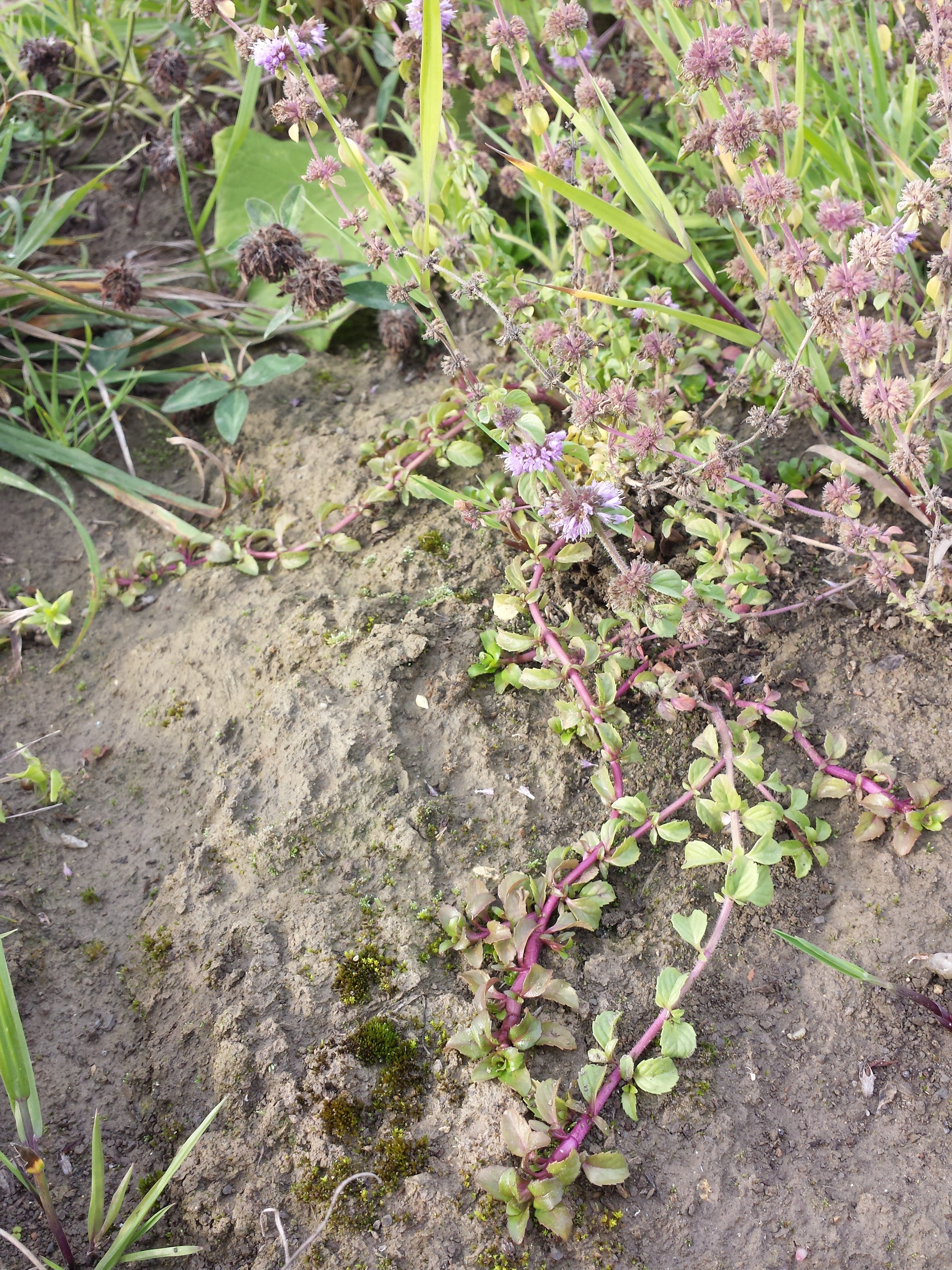
Sie vermehrt sich vegetativ durch oberirdische Ausläufer.

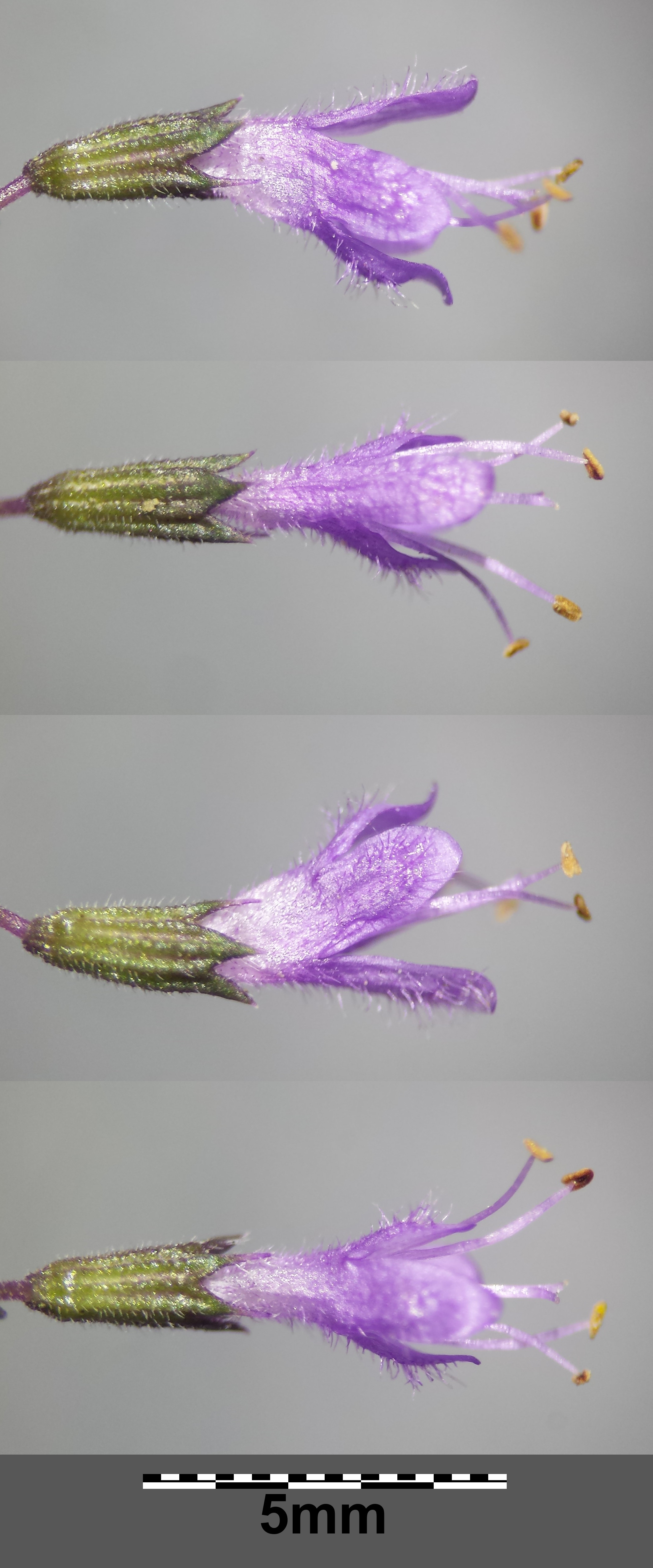
Zygomorphe Blüte im Detail

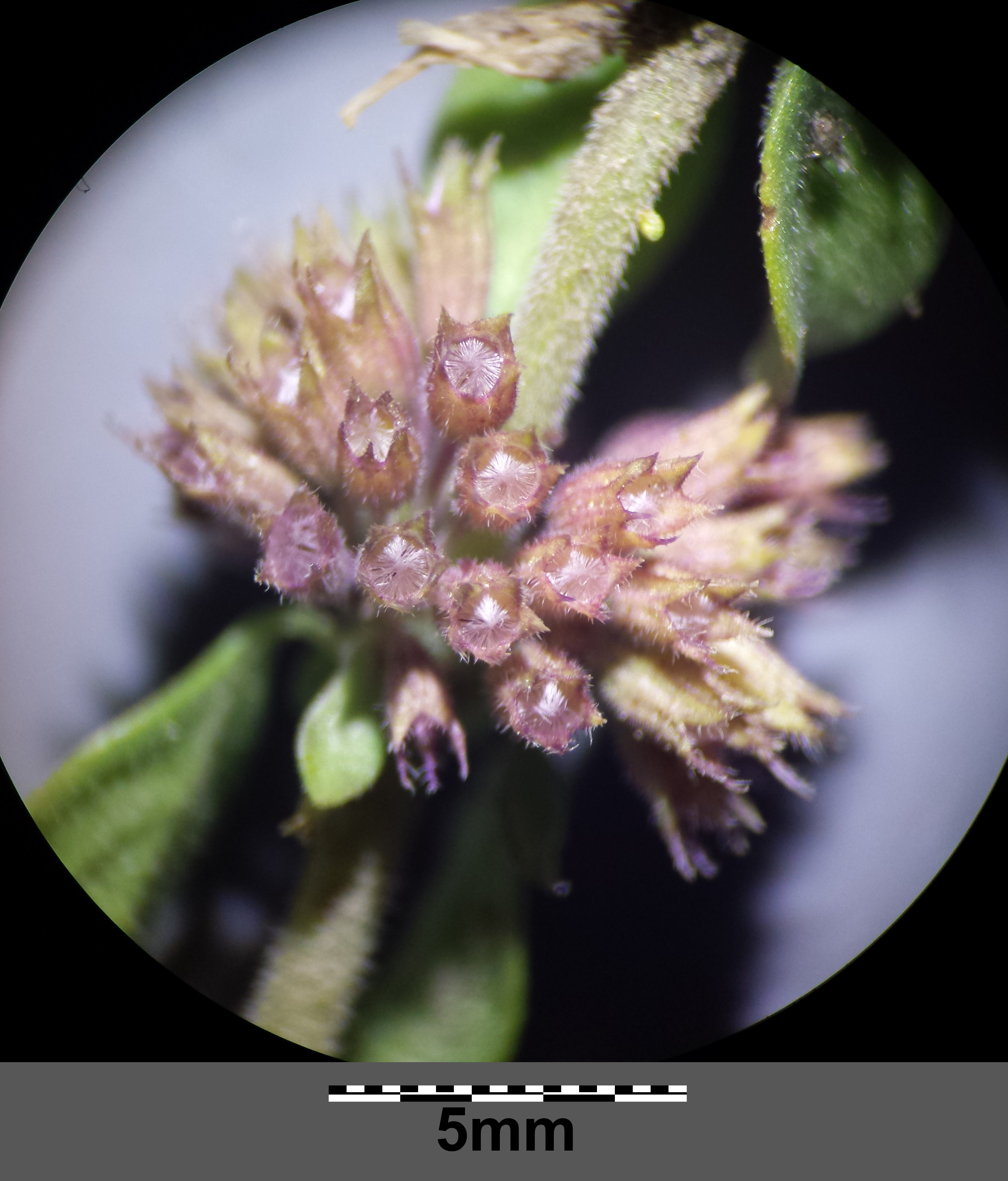
Scheinquirl mit abgeblühten Blüten. Der Kelch ist innen dicht behaart.

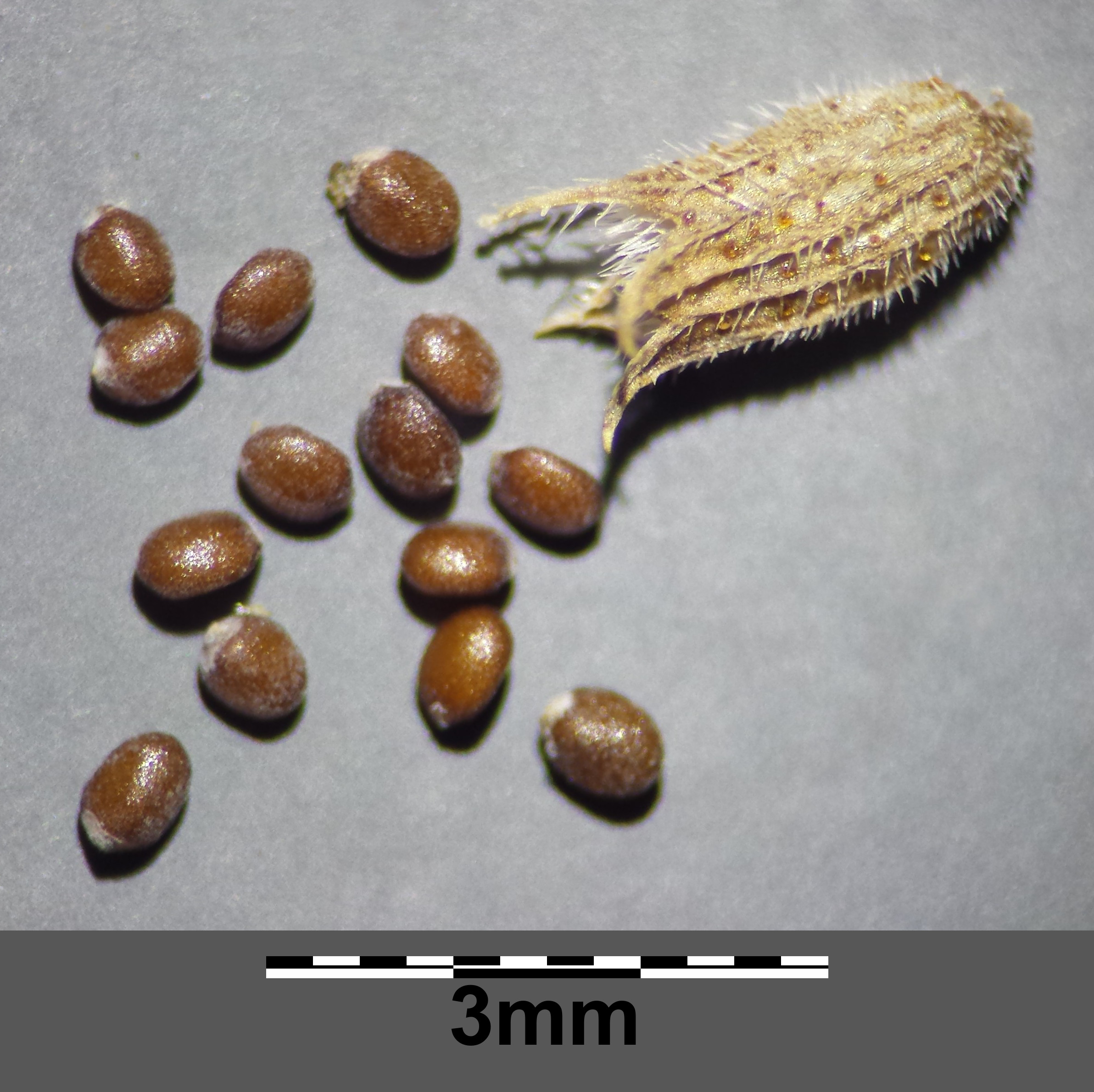
Haltbarer Kelch und Klausen

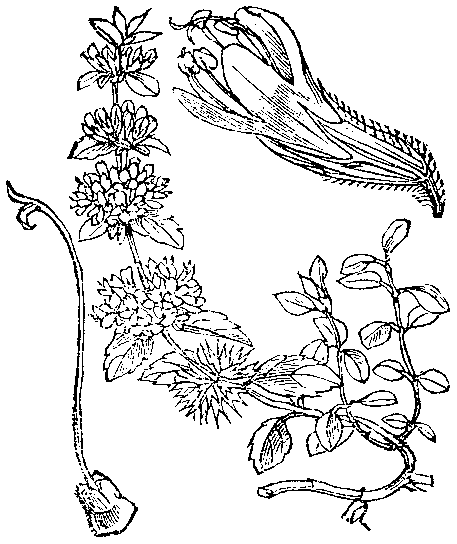
Illustration

### Erscheinungsbild und Blatt
Die Polei-Minze ist eine ausdauernde krautige Pflanze, die Wuchshöhen von 10 bis 30, selten bis zu 50 oder gar 90 Zentimetern erreicht. Sie besitzt unter- und oberirdische Ausläufer, die kahl bis kurz verstreut behaart sind. Die Ausläufer besitzen schuppenförmige Blätter. Die oberirdischen Pflanzenteile sind häufig rot überlaufen. Die Pflanzenteile riechen scharf aromatisch. Der niederliegende bis meist aufsteigende und verzweigte, vierkantige Stängel ist zerstreut behaart bis fast kahl. Pflanzenteile, die unter der Wasseroberfläche wachsen, sind kahl. Die Internodien sind länger als die Laubblätter.
Die gegenständig am Stängel angeordneten Laubblätter sind in Blattstiel und -spreite gegliedert. Der Blattstiel ist bei einer Länge von 1 bis 6 Millimetern relativ kurz. Die einfache, krautige Blattspreite ist bei einer Länge von nur 0,8 bis 1,3, selten bis zu 3 Zentimetern sowie einer Breite von 5 bis 7 (3 bis 10) Millimetern eiförmig bis schmal-elliptisch, elliptisch bis länglich-eiförmig oder eiförmig-kreisförmig und in Richtung gerundeter Spreitenbasis verschmälert und mit stumpfem oberen Ende. Die hell-grüne Blattspreite ist von einem oder zwei bis drei Paaren bogiger Fiedernerven durchzogen und an der Unterseite flaumig behaart, mit Öldrüsen. Der Blattrand ist undeutlich gezähnt oder gekerbt bis annähernd ganzrandig. Nach oben hin werden die Laubblätter fortlaufend kleiner.

### Blütenstand, Blüte und Frucht
Die Blütezeit reicht Mai bis September, in der Schweiz und Deutschland von Juli bis September. in den Achseln der obersten Blattpaare, die einen deutlichen voneinander aufweisen stehen in 5 bis 15, selten bis zu 18 Scheinquirlen, die bei einem Durchmesser von 10 bis 15 Millimetern fast kugelig sind, je 10 bis 30 Blüten zusammen. Die Tragblätter der Scheinquirle sind den Stängelblättern ähnlich und knapp doppelt so lang wie die Blüten. Die Deckblätter sind sitzend und kürzer als die Scheinquirle. Der aufrecht ausgebreitete Blütenstiel ist 2 bis 3 Millimeter lang.
Die zwittrigen oder eingeschlechtigen Blüten sind zygomorph und fünfzählig mit doppelter Blütenhülle. Die fünf 2,5 bis 3 Millimeter langen Kelchblätter sind aus zwei Drittel bis vier Fünftel ihrer Länge zu einer etwa 1,5, selten bis zu 2 Millimetern langen röhrig-glockenförmigen Kelchröhre verwachsen. Der Kelch schwach zweilippig (darin unterscheidet sich diese Art von allen anderen Mentha-Sippen, bei denen der Kelch in mehr oder weniger gleichen fünf Kelchzähnen endet) mit zehn deutlichen Nerven. Außen ist der Kelch dicht und kurz behaart mit Drüsen. Die Kelchoberlippe endet in drei Kelchzähnen. Ihre Kelchzähne sind bei einer Länge von etwa 1 Millimeter schmal lanzettlich-dreieckig. Der oberste Kelchzahn ist größer als die anderen. Die Kelchunterlippe endet in zwei Kelchzähnen. Ihre Kelchzähne sind bei einer Länge von etwa 1,5 Millimetern spatelförmig. Die fünf ungleichen Kelchzähne sind bewimpert. Die rosa- bis purpurfarbene und selten weiße Krone wird im Verlauf der Anthese oft heller. Die 4,5 bis 7 (4 bis 8) Millimeter lange Blütenkrone endet in vier bei einer Länge von etwa 1,5 Millimetern etwa gleich langen, verkehrt-eiförmigen oder länglichen Kronzipfeln. Die etwa 3 Millimeter lange Kronröhre hat innen einen leichten Haarkranz und ist an ihrem oberen Ende kaum ohne Übergang ausgesackt. Es sind vier fast gleiche Staubblätter vorhanden, die die Blütenkrone überragen. Die im Kronschlund inserierten, kahlen Staubfäden sind gekrümmt. Die vier fertilen Staubbeutel sind 0,4 Millimeter lang. Der Fruchtknoten ist kahl. Auf dem dicken Diskus befindet sich ein vierlappiger, oberständiger, zweikammeriger Fruchtknoten. In jeder Fruchtknotenkammer sind zwei Samenanlagen vorhanden. Der zwischen den Fruchtknotenlappen stehende, dünne Griffel endet in zwei ungleiche, relativ kurzen Griffelästen mit Narbengewebe.
Der Kelch verlängert sich bis zur Fruchtreife und ist durch einen Haarkranz verschlossen. Die Klausenfrucht zerfällt in vier Klausen. Die hell-braunen Klausen sind bei einer Länge von selten 0,5 bis, meist 0,7 bis 0,8 Millimetern sowie einem Durchmesser von etwa 0,3 Millimetern mehr oder weniger kugelig, eiförmig bis länglich und glatt oder grubig punktiert.

### Chromosomensatz
Die Chromosomengrundzahl beträgt x = 10; es wurden mehrere Ploidiestufen ermittelt mit Chromosomenzahlen von 2n = 20, aber auch 10, 30 oder 40.

## Ökologie
Bei der Polei-Minze handelt es sich um einen helomorphen, mesomorphen Hemikryptophyten. Sie wurzelt an den Knoten der Stängel und an den Ausläufern und kann sich so vegetativ vermehren und ausbreiten. Die Polei-Minze ist auch ein Ausläuferpionier.
Blütenökologisch handelt es sich um kleinblütige Trichterblumen, die duften und völlig verborgenen Nektar bilden. Die Geschlechtsverteilung ist gynodiözisch oder gynomonözisch. Neben proterandrischen Zwitterblüten gibt es auch weibliche Blüten mit verkümmerten Staubblättern. Als Bestäuber fungieren Dipteren, auch Apoiden und Coleopteren. Die Polei-Minze ist fakultativ xenogam, es erfolgt meist Fremdbefruchtung und Selbstbestäubung ist die Ausnahme. Es liegt Selbstkompatibilität vor, also führt Selbstbefruchtung erfolgreich zum Samenansatz.
Die Bruchfrucht zerfällt in vier einsamige, geschlossen bleibende Teilfrüchte. Diasporen sind die Klausen. Die Diasporen werden durch Wasser ausgebreitet (Hydrochorie).

## Vorkommen und Gefährdung
Die Polei-Minze ist von Makaronesien über Europa und den Mittelmeerraum bis Nordafrika und Westasien, den Kaukasusraum und Zentralasien weitverbreitet. Es gibt Fundortangaben für Cabo Verde, die Kanarischen Inseln, die Azoren, Madeira, Marokko, Tunesien, nördliches Algerien, nördliches Libyen, Ägypten, Israel, Libanon, Syrien, nördliches Äthiopien, Zypern, die Türkei, den nördlichen Iran, Georgien, Ciskaukasien, Armenien, Aserbaidschan, Turkmenistan, das südwestliche Kasachstan, das Vereinigte Königreich, Irland, Gibraltar, Portugal, die Balearen, Andorra, Spanien, Frankreich, Korsika, Sardinien, Sizilien, Italien, die Schweiz, Österreich, Deutschland, Polen, die ehemalige Tschechoslowakei, das ehemalige Jugoslawien, Belgien, die Niederlande, Ungarn, den europäischen Teil Russlands, Moldawien, Albanien, Bulgarien, Rumänien, Griechenland, Kreta, die Ukraine und die Krim. In Europa ist sie ein meridionales bis subtemperates, ozeanisches Florenelement. Die Polei-Minze tritt selten in Mitteleuropa am Unterlauf von Elbe und Weser, am Mittel- und Niederrhein, an der Mosel, der Donau von Regensburg bis Wien, im Burgenland, in der Steiermark, am Alpenfuß und im Gebiet des Genfersees auf. Sie kommt in Deutschland besonders in den Hauptstromtälern vor und ist ansonsten selten bis zerstreut. Die Polei-Minze kommt in der Schweiz im südlichen Tessin und sehr vereinzelt im Jura sowie Mittelland vor.
In vielen Gebieten der Welt, beispielsweise in der Neuen Welt, Teilen Asiens, Mosambik, Réunion, Australien sowie Neuseeland,  ist Mentha pulegium ein Neophyt. Als invasive Pflanzenart gilt Mentha pulegium in den australischen Bundesstaaten Victoria, Western Australia. South Australia sowie New South Wales.
Die Polei-Minze ist in der Roten Liste der gefährdeten Pflanzenarten Deutschlands 1996 in die Kategorie 2 = „stark gefährdet“ eingetragen, aber in der Roten Liste nach Metzing et al. 2018 erfolgte eine Verbesserung der Einstufung in die Kategorie 3 = „gefährdet“. Begründet wurde dies, dass der Rückgang dieser seltenen nur mäßig ist und in den norddeutschen Flusstälern einige Populationen stabil sind. In den meisten deutschen Bundesländern ist sie stark gefährdet oder vom Aussterben bedroht. In der Schweiz gilt die Polei-Minze als EN = „Stark gefährdet“.
Sie ist in Mitteleuropa auf die kolline Höhenstufe beschränkt. Sie steigt hier nur bis zu Höhenlagen von etwa 500 Metern. In der spanischen Sierra Nevada erreicht sie aber sogar Höhenlagen von 1700 Metern. Sie gedeiht in Lagen mit wintermildem Klima. Die Polei-Minze besiedelt auf feuchten Wiesen, an Fluss- und Seeufern, verfestigte Ufer sowie Nassstellen an unbefestigten Wegen. Sie kommt auf nährstoffreichen, kalkarmen, humosen, eher sandigen Tonböden vor und ist salzertragend. Sie ist in Mitteleuropa eine Charakterart des Verbands Agropyro-Rumicion, kommt aber auch in Zwergbinsengesellschaften (Isoeto-Nanojuncetea) oder in überweideten Cynosurion-Gesellschaften vor.
Die ökologischen Zeigerwerte nach Ellenberg sind: Lichtzahl 8 = Halblicht- bis Volllichtpflanze, Temperaturzahl 7 = Wärmezeiger, Kontinentalitätszahl 3 = See- bis gemäßigtes Seeklima zeigend, Feuchtezahl 7 = Feuchtezeiger, Feuchtewechsel = Überschwemmung zeigend, Reaktionszahl 7 = Schwachbasenzeiger, Stickstoffzahl 7 = Stickstoffreichtum zeigend, Salzzahl 1 = salzertragend, aber meist keinen oder geringen Salzgehalt zeigend, Schwermetallresistenz = nicht schwermetallresistent.
Die ökologischen Zeigerwerte nach Landolt et al. 2010 sind in der Schweiz: Feuchtezahl F = 4w+ (sehr feucht aber stark wechselnd), Lichtzahl L = 3 (halbschattig), Reaktionszahl R = 4 (neutral bis basisch), Temperaturzahl T = 4+ (warm-kollin), Nährstoffzahl N = 4 (nährstoffreich), Kontinentalitätszahl K = 2 (subozeanisch), Salztoleranz 1 = tolerant.

## Taxonomie
Die Erstveröffentlichung von Mentha pulegium erfolgte 1753 durch Carl von Linné in Species Plantarum, Tomus II, S. 577. Das Artepitheton pulegium ist von pulex für „Floh“ abgeleitet und bezieht auf die Verwendung gegen Flöhe. Synonyme für Mentha pulegium L. sind: Calamintha fenzlii Vis., Melissa pulegium (L.) Griseb., Mentha aromatica Salisb. nom. superfl., Mentha pulegium subsp. vulgaris (Mill.) Briq., Mentha pulegium var. vulgaris (Mill.) Briq., Minthe pulegia (L.) St.-Lag., Pulegium vulgare Mill., Mentha albarracinensis Pau, Mentha aucheri Pérard, Mentha daghestanica Boriss., Mentha erinoides Heldr., Mentha exigua L., Mentha gibraltarica Willd., Mentha hirtiflora Opiz ex Heinr.Braun, Mentha montana Lowe ex Benth., Mentha numidica Poir., Mentha pulegioides Dumort., Mentha pulegium var. cacocea Topitz, Mentha pulegium subsp. cephalonia (Heinr.Braun) Kokkini, Mentha pulegium var. cotorensis Topitz, Mentha pulegium var. erecta (Mill.) Briq., Mentha pulegium var. eriantha DC., Mentha pulegium subsp. erinoides (Heldr.) Kokkini, Mentha pulegium var. exigua (L.) Nyman, Mentha pulegium subsp. gibraltarica (Willd.) Briq., Mentha pulegium var. gibraltarica (Willd.) Batt., Mentha pulegium var. gigantea Lej. & Courtois, Mentha pulegium var. heterophylla Boenn., Mentha pulegium var. hirsuta Briq., Mentha pulegium var. hirtiflora Heinr.Braun, Mentha pulegium var. humifusa Lej. & Courtois, Mentha pulegium var. hyperiantha Briq., Mentha pulegium var. microphylla Friv., Mentha pulegium var. prostrata Timb.-Lagr., Mentha pulegium var. pubescens Boenn., Mentha pulegium var. pulegioides (Dumort.) Halácsy, Mentha pulegium var. strongylophylla (Topitz) Topitz, Mentha pulegium var. subtomentella (Heinr.Braun) Topitz, Mentha pulegium var. thymoides Topitz, Mentha pulegium var. tomentella (Hoffmanns. & Link) Cout., Mentha pulegium subsp. tomentosa (Sm.) Nyman in Consp., Mentha pulegium var. villosa Benth., Mentha subtomentella Heinr.Braun, Mentha subtomentella var. ceplaloniae Heinr.Braun, Mentha subtomentella var. humillima Heinr.Braun, Mentha subtomentella var. microphylla (Friv.) Heinr.Braun, Mentha tomentella Hoffmanns. & Link, Mentha tomentosa Sm., Mentha tomentosa var. villosa Benth., Micromeria dalmatica Fenzl nom. illeg., Micromeria fenzlii Regel, Micromeria maritima Yild., Sadikoglu & M.Keskin, Pulegium aromaticum Gray, Pulegium aromaticum var. album Gray, Pulegium aromaticum var. erectum Gray, Pulegium daghestanicum (Boriss.) Holub, Pulegium erectum Mill., Pulegium micranthum Claus, Pulegium tomentellum C.Presl, Satureja fenzlii (Vis.) K.Malý, Thymus bidentatus Stokes.

## Giftigkeit und Verwendung

### Ätherisches Öl
Die Polei-Minze gilt in allen Pflanzenteilen als wenig giftig bis giftig.
Hauptwirkstoffe sind das in ihr mit 1 bis 2 % enthaltene ätherische Öl, das zu 80 bis 94 % Pulegon enthält neben Piperiton, Limonen und anderen Bestandteilen.
Vergiftungserscheinungen sind Würgen, Erbrechen, Blutdrucksteigerung, zentrale, narkoseartige Lähmung, nach größeren Dosen Tod durch Atemlähmung. Vergiftungen wurden nach dem Gebrauch der Droge als Abortivum bekannt. Für die Giftwirkung dürfte das Pulegon verantwortlich sein.
Vergiftungserscheinungen mit tödlichem Ausgang wurden nach Anwendung des ätherischen Öls als Abtreibungsmittel wiederholt beschrieben. In der Antike wurde das Mittel als Methode zur Empfängnisverhütung und Abtreibung eingesetzt.
Das ätherische Öl zeigt eine gewisse insektizide Wirkung und soll Flöhe vertreiben können. Als Abwehrmittel gegen Insekten, insbesondere gegen Flöhe, genießt die Polei-Minze als Streukraut einen besonderen Ruf. Das Artepitheton pulegium ist vom lateinischen Wort pulex für Floh abgeleitet.

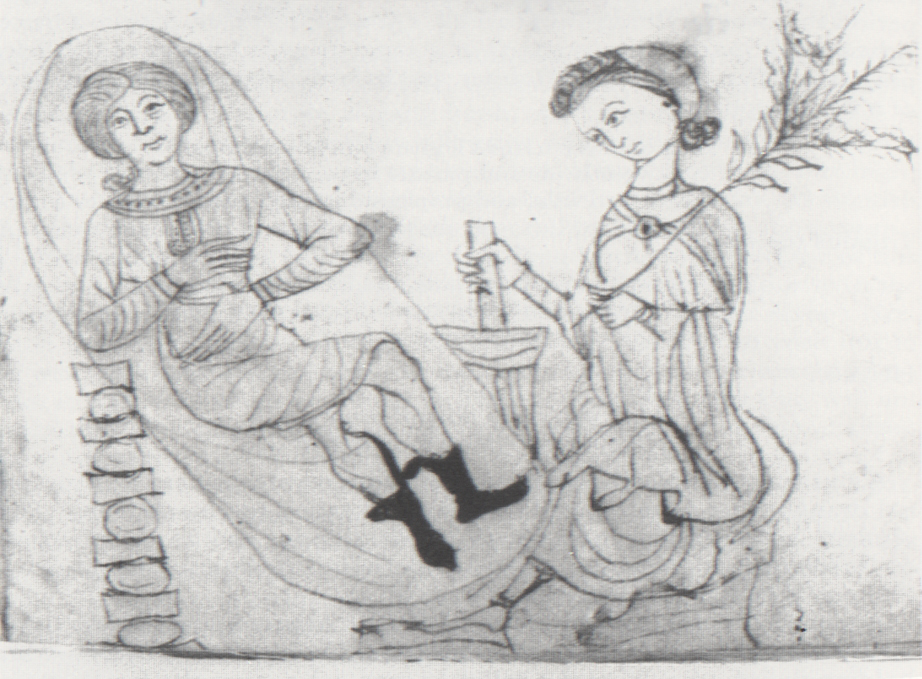
Darstellung aus dem 13. Jahrhundert: Eine Mischung mit der Polei-Minze wird vorbereitet für die Anwendung bei einer Schwangeren

### Poleiminzenkraut
Als Droge dient das Poleiminzenkraut. Wirkstoffe sind: Das ätherische Öl mit 15 bis 90 % Pulegon als Hauptbestandteil, neben Menthon und Piperiton Menthol, Lamiaceen-Gerbstoffe und Flavonoide.
Anwendungen: Poleiminzenkraut wurde früher in der Volksheilkunde vor allem gegen Verdauungsbeschwerden mit Blähungen und Koliken, Leber- und Gallenbeschwerden und beim Ausbleiben der Monatsblutung verwendet. Zu den Hauptanwendungsgebieten gehören trotz ihrer bekannten Toxizität immer noch Menstruations- und Verdauungsbeschwerden. Auch bei Kopfschmerzen, leichten Atemwegsinfektionen, Fieber und rheumatischen Erkrankungen wird das Kraut angewendet. Eine schmerzlindernde, desinfizierende und entzündungshemmende Wirkung wird angenommen.
Da inzwischen leberschädigende Wirkungen aufgrund des Pulegongehalts bekannt wurden, wird heute von dem Gebrauch der Droge als Tee abgeraten (vor allem in der Schwangerschaft), lediglich die Anwendung als Gewürz ist vertretbar.
Die Polei-Minze wird nur noch wenig in der Küche verwendet, weil sie einen sehr strengen Geschmack hat. In Portugal ist sie als Gewürz unter dem Namen Poejo jedoch noch verbreitet.